# Ultrix
Ultrix was Digital's versie van Unix voor de PDP-11 (Ultrix-11) en VAX (Ultrix-32), gebaseerd op 4.2BSD en later 4.3BSD en System V Release 2. Er was ook een versie voor de op de RISC-processoren van MIPS-gebaseerde DECstations en DECsystems. De eerste versie van Ultrix verscheen in 1982.
Met de introductie van de DEC Alpha werd Ultrix vervangen door OSF/1, later hernoemd in Digital Unix, en weer later in Tru64.
Ultrix is ook het Latijnse woord voor "wreker". De naam van het besturingssysteem is hier echter niet van afgeleid.